# Sociologia dell'economia e del lavoro
Sociologia dell'economia e del lavoro è un libro scritto da Luciano Gallino, sociologo, nel quale l'autore analizza i processi produttivi e del lavoro, lo sviluppo tecnologico, le classi sociali, e le organizzazioni.
Gli articoli del libro sono stati raggruppati in due sezioni: nella prima sono contenute tutte quelle voci che riguardano i rapporti tra mondo economico-produttivo e società, come ad esempio automazione, azienda, capitalismo, consumo, denaro, divisione del lavoro, economia, industria, lavoro, pauperizzazione, professioni, sindacato, tecnologia, mentre nella seconda parte del libro vengono descritte le classi sociali presenti nelle società moderne, come ad esempio borghesia, classe dirigente, classe politica, contadini, coscienza di classe, impiegati, imprenditori, intellettuali, operai, proletariato, tecnici.
Tutti gli articoli sono strutturati in un modo uniforme e sono suddivisi in varie sezioni: la prima esprime una definizione di un processo, di un aspetto, secondo i concetti delle scienze sociali contemporanee; la seconda sezione tende ad effettuare un excursus storico di quel concetto all'interno della letteratura scientifica; la terza sezione espande la prima; la quarta prevede la descrizione di quei fattori sociali e culturali responsabili di alterazioni del processo o dello stato al centro dell'articolo; la quinta sezione analizza le possibili influenze di quel processo rispetto ad altri.

## Edizioni
- Luciano Gallino, Sociologia dell'economia e del lavoro, Utet, 1989,  pp.279 , cap.2.